# Мувавалві
Мувавалві (Мува-Валві) (*д/н — бл. 1322 до н. е.) — перший відомий володар Країни річки Сеха. Ім'я в перекладі з лувійської мови — «Лев влади».

## Життєпис
За походженням був лувійцем. Посилаючись на хеттські джерела дослідники вважають, що мувавалві заснував нову династією, оскільки в подальшому всюди згадується «рід Мувавалві».
Про діяльність цього царя є побіжні згадки. Відповідно до гіпотез за його час держава досягла найбільшого політичного і економічного піднесення. Також ймовірно саме в його панування було приєднано важливий економічний та культовий центр Лацпа. Згадується з приводу походу хеттського царя Суппілуліуми I проти Арцави. Можливо Мувавалві допоміг хеттам, домігшись самостійності від Арцави.
Після смерті близько 1322 року до н. е. почалася боротьба між його синами Ура-Тарунтою і Манапа-Тарунтою.